# Griva cerdana
La griva cerdana o simplement griva (Turdus pilaris) és un ocell de la família dels túrdids, més petit que la griva comuna. Cria en boscos i arbustos del nord d'Europa i Àsia, habitualment en petites colònies. Al sud d'Europa es troba com a hivernant i es pot veure regularment al Pirineu i a la plana de Lleida. A la resta de Catalunya i al País Valencià és un hivernant més rar i a les Balears és un ocell de pas durant la migració. A Catalunya és un hivernant tardà, que arriba a passar-hi l'hivern el mes d'octubre i al febrer ja retorna a la zona de cria on passa la resta de l'any.
També se'l coneix com a tord reial, tord burell a les Balears i tordanxa al País Valencià.
Tot i que en la Guia de les espècies cinegètiques de Catalunya de 2007 apareix com a espècies cinegètica de caça menor, posteriorment se'n va prohibir la caça a Catalunya.